# Оспедалетто-д'Альпіноло
Оспедалетто-д'Альпіноло (італ. Ospedaletto d'Alpinolo) — муніципалітет в Італії, у регіоні Кампанія, провінція Авелліно.
Оспедалетто-д'Альпіноло розташоване на відстані близько 220 км на південний схід від Рима, 45 км на схід від Неаполя, 4 км на північний захід від Авелліно.
Населення — 2092 особи (2014).
Щорічний фестиваль відбувається 3 травня. Покровитель — Santi Filippo e Giacomo.

## Демографія
Населення за роками:

Станом на 1 січня 2023 року в муніципалітеті офіційно проживали 92 іноземці з 24 країн, серед них 36 громадян країн Євросоюзу та 19 громадян України.

## Сусідні муніципалітети
- Авелліно
- Меркольяно
- Суммонте